# Abel Briquet
Pour les articles homonymes, voir Abel Briquet (géologue) et Briquet (homonymie).
Abel Briquet (né Alfred Saint-Ange Briquet dans la commune de Montmartre le 30 janvier 1833 et mort à Mexico le 28 janvier 1926) est un photographe français, pionnier de la photographie, actif au Mexique.

## Biographie
Briquet enseigna la photographie à École spéciale militaire de Saint-Cyr.

## Galerie

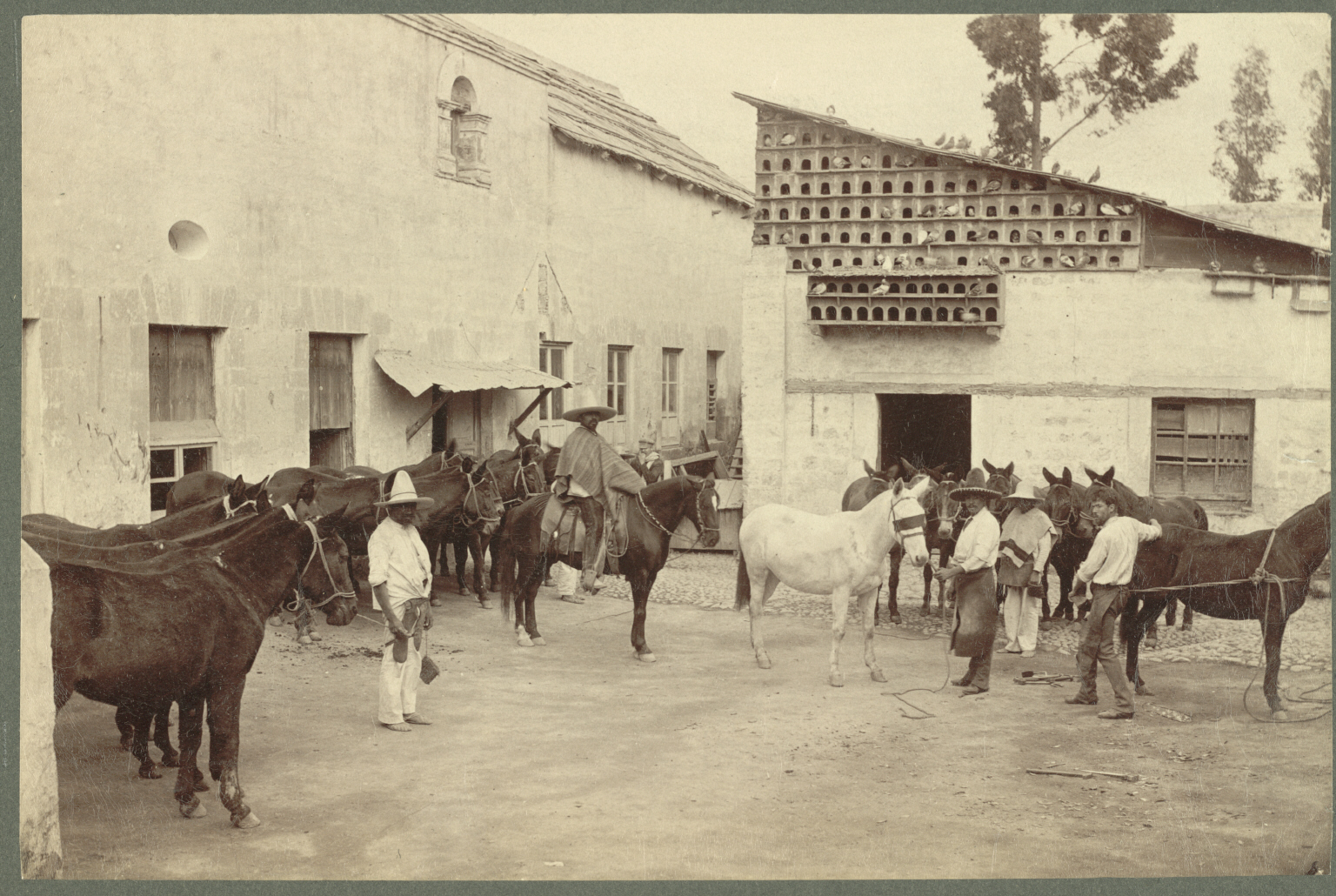
Ferrage de mules
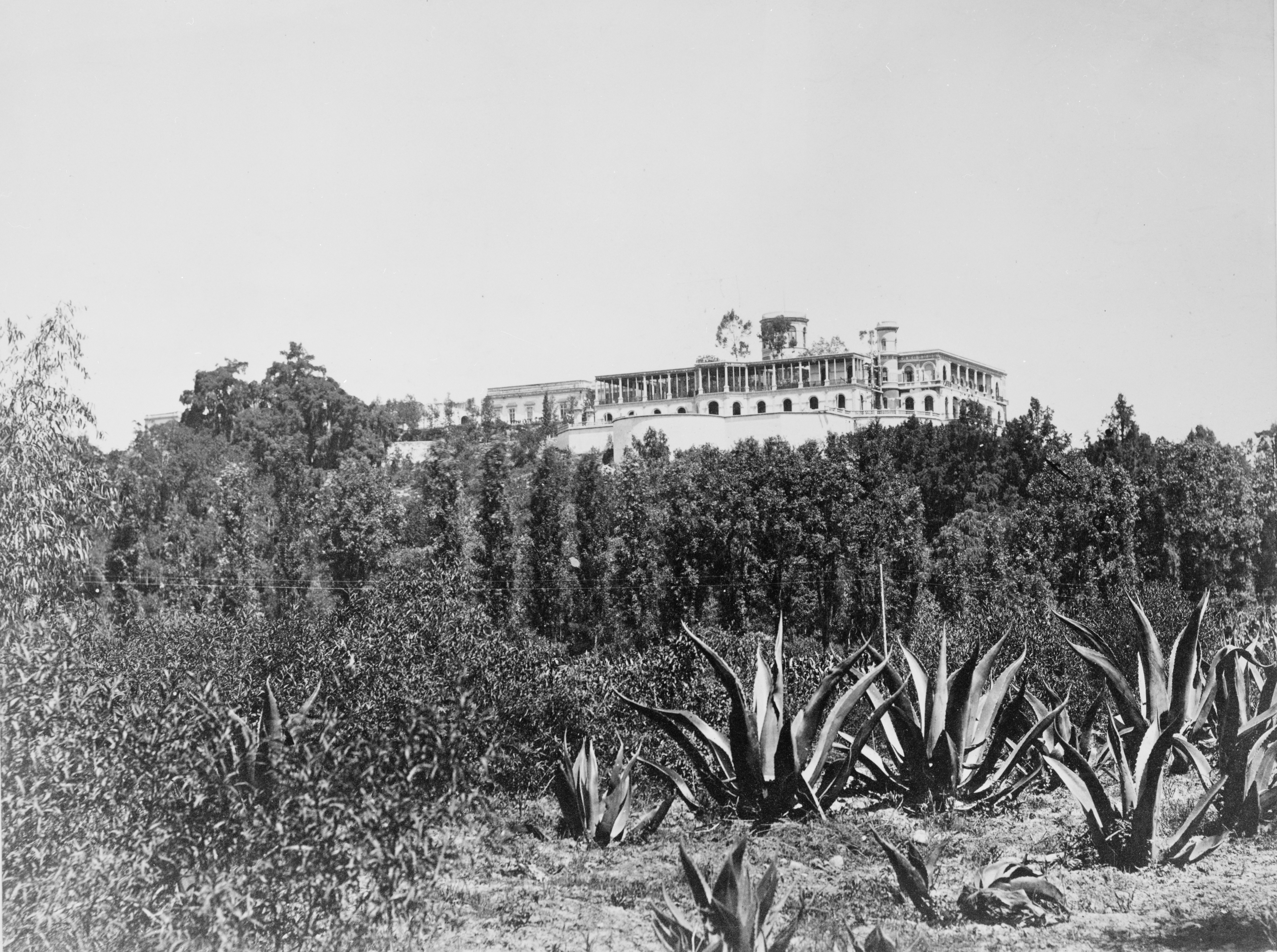
Château Chapultepec
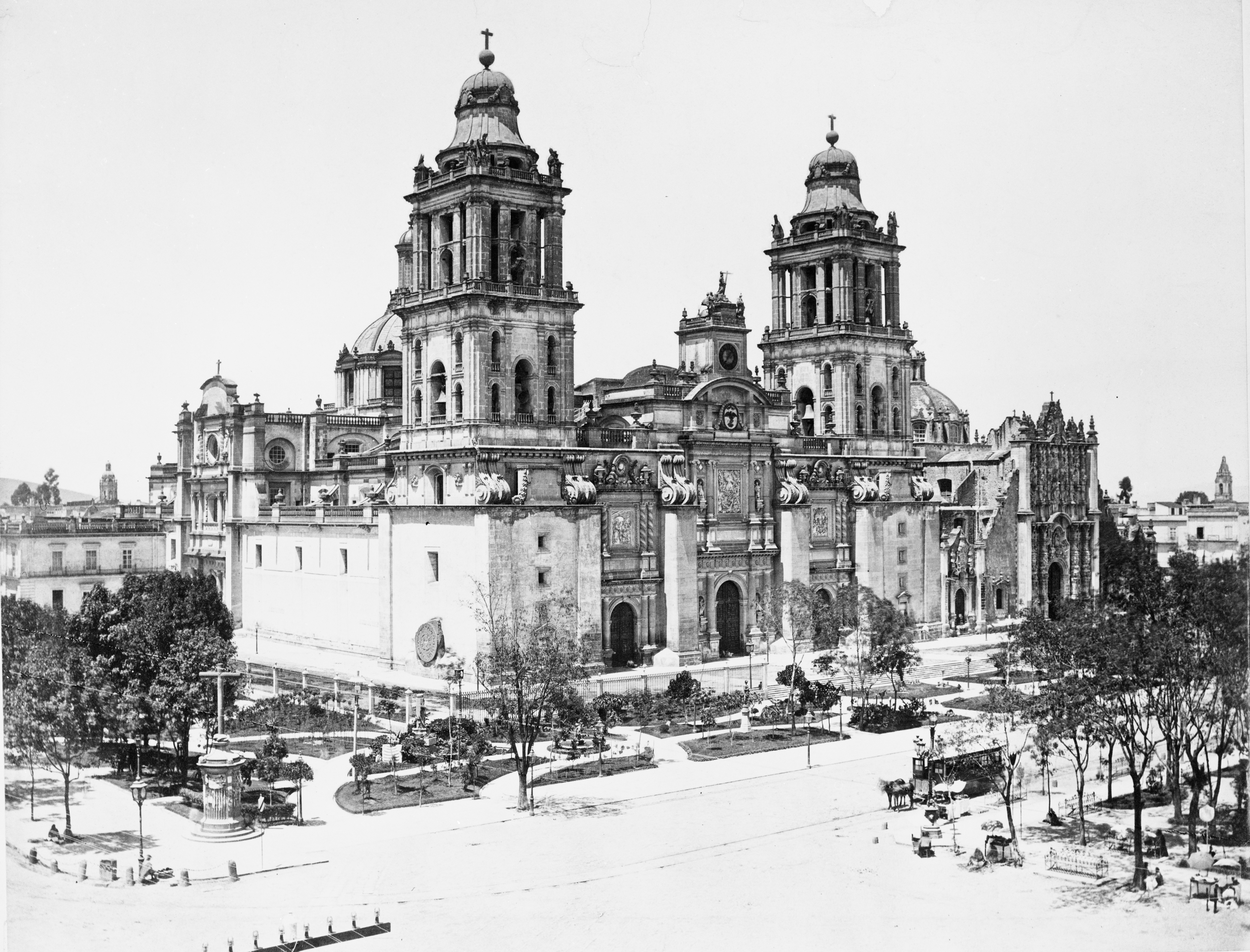
Cathédrale de Mexico
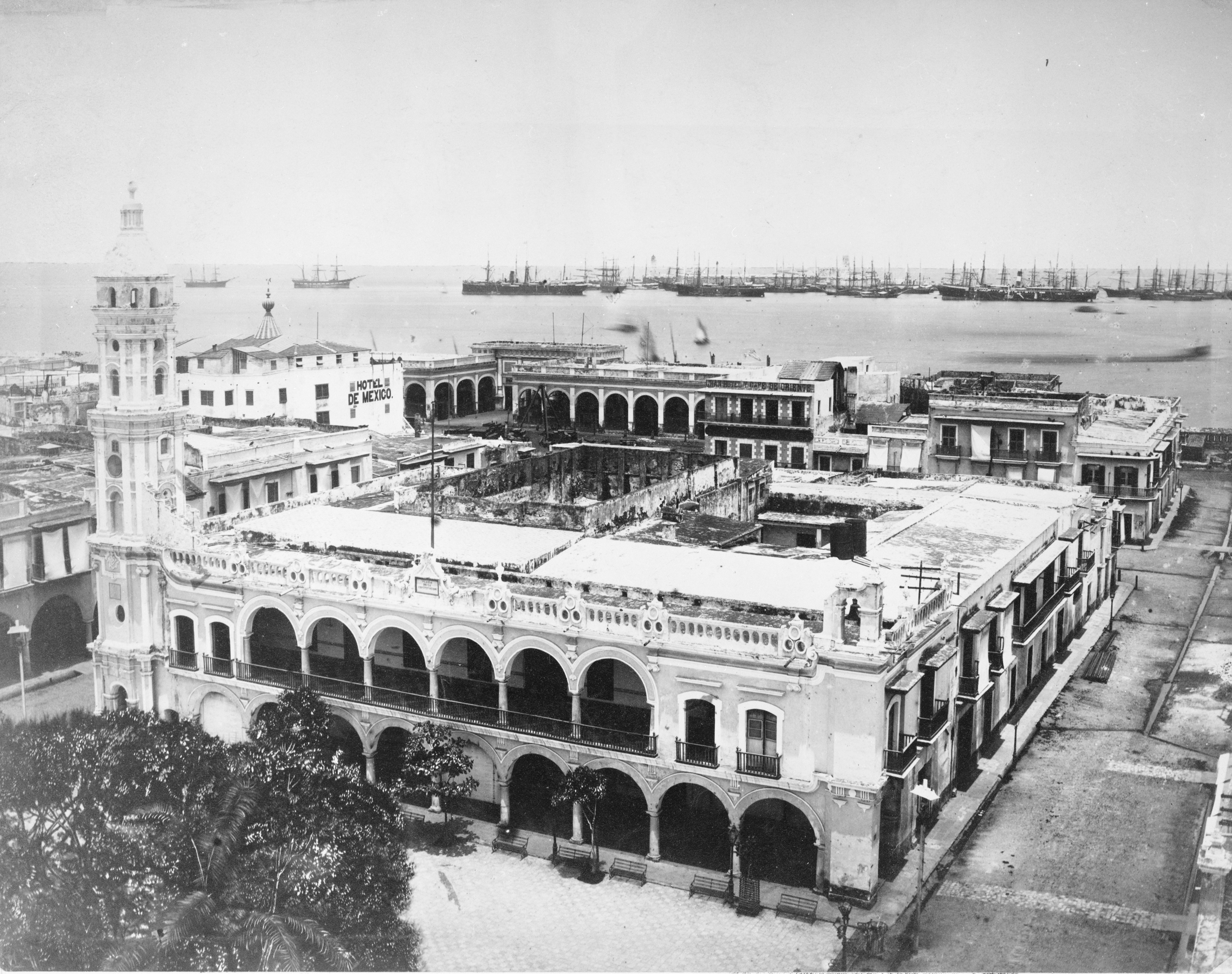
Palais municipal de Veracruz
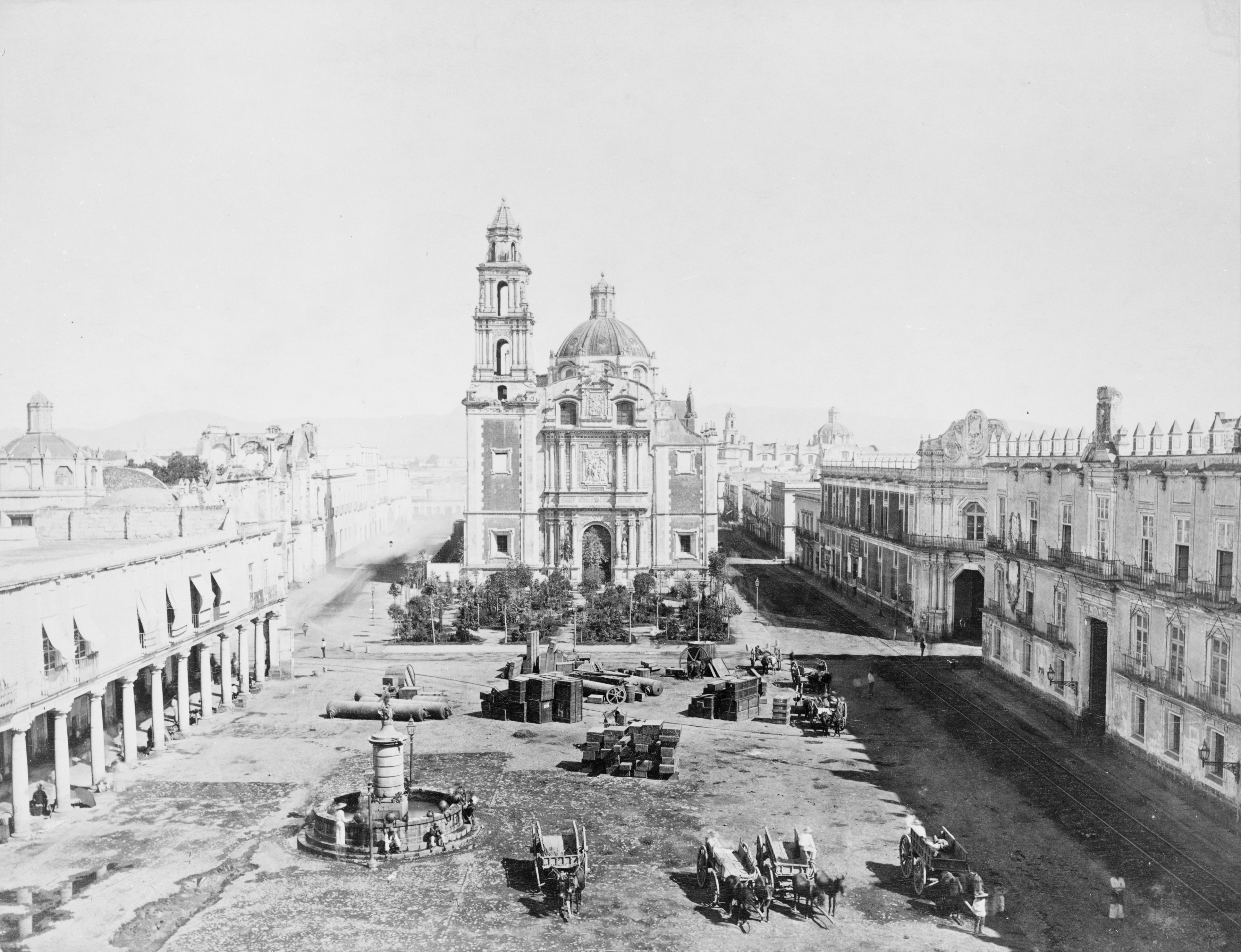
Place Santo Domingo Mexico